# Sarıbuğday, Kovancılar
Sarıbuğday là một xã thuộc huyện Kovancılar, tỉnh Elâzığ, Thổ Nhĩ Kỳ. Dân số thời điểm năm 2011 là 119 người.